# Jean Lorrain

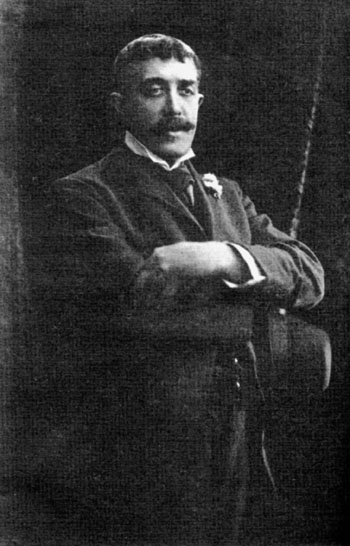
Jean Lorrain

Jean Lorrain, pseudoniem van Paul Duval (9 augustus 1855, Fécamp - 20 juni 1906) was een Frans journalist, dichter, proza- en toneelschrijver.

## Leven en werk
Lorrain studeerde rechten, maar voltooide zijn studies niet. Vanaf einde jaren 1870 was hij veelvuldig te vinden op Parijse redacties en cabarets, zoals Le Chat Noir. Hij schreef onder andere voor de satirische tijdschriften Le Courrier français, La Vague en L'Echo en werd gevreesd om zijn scherpe tong. Als literator schreef hij romans, verhalen, toneelwerken en poëzie. Zijn oeuvre vormt een afspiegeling van zijn decadente levenswandel als dandy. De invloed van Joris-Karl Huysmans en het symbolisme is duidelijk merkbaar. Veel van zijn werk heeft morbide kenmerken, waarin tal van perversiteiten en latent voyeurisme aanwezig zijn. Opvallend is zijn fascinatie voor maskers. Typerend zijn zijn beschrijvingen van de aristocratische milieus "in situaties wanneer ze zich mengen onder het gepeupel, zonder maskers, in het helle licht van stations, treincoupés en lantaarnpalen in de nacht".
Lorrain was een van de eersten in Frankrijk die openlijk uitkwamen voor hun homoseksualiteit. Gekoppeld aan zijn decadente werk en scherpe, nietsontziende uitspraken werd hij door de mondaine wereld nog voor zijn dood in de vergeethoek gedrukt, om daar pas in de jaren 1970 voorzichtig weer uit te komen. In 1978 werd zijn novelle Monsieur de Bougrelon door Jeanne Holierhoek in het Nederlands vertaald onder de titel Denkbeeldige genietingen.
Vaak wordt Lorrain ook herinnerd om het duel dat hij in 1897 uitvocht met Marcel Proust, nadat hij had gesuggereerd dat Proust een homoseksuele relatie zou onderhouden met schrijver Lucien Daudet, de zoon van Alphonse Daudet. Beide duellisten zouden overleven.
Lorrain overleed in 1906 op 50-jarige leeftijd. Het plein in Parijs waaraan hij woonde is naar hem vernoemd: Place Jean-Lorrain.

### Poëzie
- Le Sang des dieux (1882)
- La Forêt bleue (1882)
- Modernités (1885)
- Les Griseries (1887)
- L'Ombre ardente (1897)

### Romans
- Les Lépillier (1885 et 1908)
- Très russe (1886)
- Monsieur de Bougrelon (1897)
- La Dame turque (1898)
- Monsieur de Phocas (1901)
- Le Vice errant (1901)
- Les Noronsoff (1902)
- La Maison Philibert (1904)
- Madame Monpalou (1906)
- Ellen (1906)
- Le Tréteau (1906)
- L'Aryenne (1907)
- Maison pour dames (1908)
- Hélie, garçon d'hôtel (1908)

### Korte verhalen
- Sonyeuse (1891)
- Buveurs d'âmes (1893)
- Contes d’un buveur d’éther (1895)
- Un démoniaque (1895)
- La Princesse sous verre (1896)
- Âmes d'automne (1897)
- Loreley (1897)
- Contes pour lire à la chandelle (1897)
- Ma petite ville. Le miracle de Bretagne. Un veuvage d'amour (1898)
- La Mandragore (1899)
- Princesses d'Italie (1898)
- Histoires de masques (1900)
- Princesses d'ivoire et d'ivresse (1902)
- Sensualité amoureuse (1901)
- Vingt femmes (1903)
- Quelques hommes (1903)
- Fards et Poisons (1904)
- Propos d'âmes simples (1904)
- L'École des vieilles femmes (1905)
- Le Crime des riches (1906)
- Narkiss (1909)

### Theater
- Viviane (1885)
- Très russe (1893)
- Yanthis (1894)

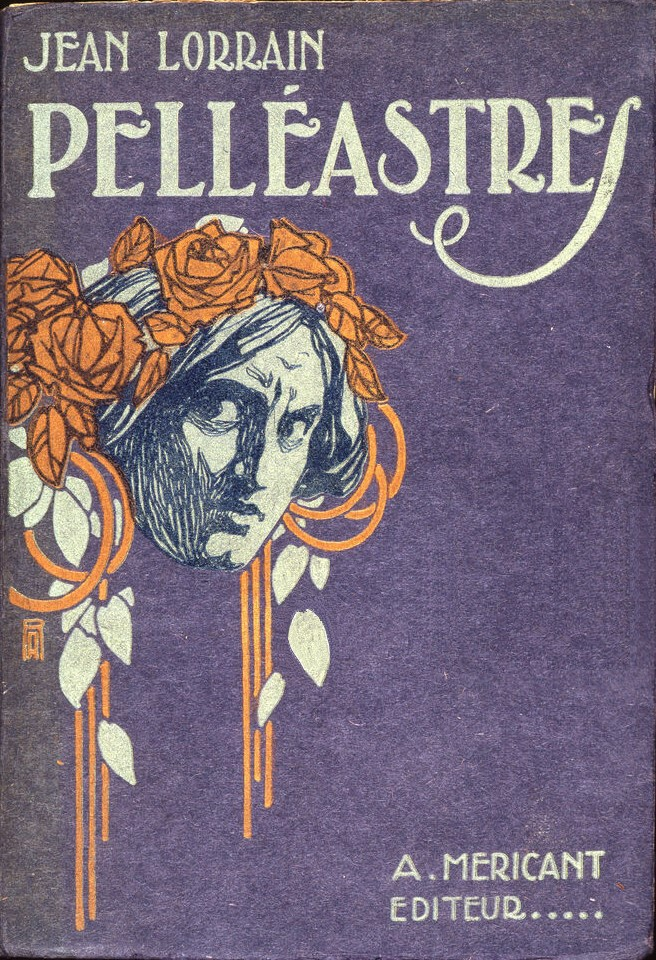
Omslag van Pelléastres, door Armand Rapeño (Méricant, 1910).

- Prométhée, met André-Ferdinand Hérold (1900)
- Neigilde (1902)
- Clair de lune (1903)
- Deux heures du matin, quartier Marbeuf, met Gustave Coquiot (1904)
- Sainte-Roulette, met Gustave Coquiot, (1904)
- Hôtel de l'Ouest, chambre 22, met Gustave Coquiot (1905)
- Théâtre : Brocéliandre, Yanthis, La Mandragore, Ennoïa (1906)

### Herinneringen, reisverslagen
- Dans l'oratoire (1888)
- La Petite Classe (1895)
- Sensations et Souvenirs (1895)
- Une femme par jour. Femmes d'été (1896)
- Poussières de Paris (1896-1902)
- Madame Baringhel (1899)
- Heures d'Afrique (1899)
- Heures de Corse (1905)
- Voyages (1921)
- Pelléastres (1910)
- La Nostalgie de la beauté, pensées choisies et précédées d'une préface de Jean Boucastel (1912)
- La Ville empoisonnée (1930)
- Femmes de 1900 (1932)
- Venise, (2001)